# シックスセンス (芸能事務所)
株式会社シックスセンス（The Sixth Sense）は、東京都品川区に所在する芸能事務所。モデルをはじめとして、俳優やダンサー、ミュージシャンが所属する。

## 概要
現代表の芳賀みゆきが既存のモデル事務所のシステムに疑問を感じたことから、1993年10月に立ち上げ。
所属者ひとりひとりの話し合いを重視し、それぞれの個性を活かすことをモットーとしている。

## 所属者
※2023年10月現在

### モデル
- TOSHIKO
- 睦
- 今野亜紀
- 青木沙織里
- 輝美
- 中村りん
- 小宮山ミホ
- モリタマキ
- 和香

- もりくぼまゆみ
- 蔵重かずえ
- 草刈ひかり
- 菜木のり子
- 里実
- 原田ゆか（業務提携）
- 小池凛空
- 美咲・クレール
- ルカ・龍之介
- 琴音

### 俳優
- 渡辺大智
- 飯島珠奈
- 輝美

### ダンサー
- 関根アヤノ - ダンサー、振付師、モデル

### ミュージシャン
- 中塚武 - サウンドクリエーター
- 石川周之介 - サックス、フルート、ボサノバギター
- 五十嵐誠 - トロンボーン、口笛、作・編曲家、ディレクター
- 睦 - 作詞家、歌手
- 井出泰彰 - ミュージシャン、音楽プロデューサー、キーボード奏者、ギタリスト
- 金野紗綾香 - フルート

### アーティスト
- An Coa - イラストレーター
- 勝沼恭子 - ボーカリスト、ナレーター
- 宮嶋みぎわ - 作編曲家、ピアニスト、音楽プロデューサー、講演家、作家
- KOTETSU - ボーカリスト、ソングライター
- アオキシゲユキ - Metal Butterflyデザイナー、アフリカ音楽キュレーター

## 過去の所属者
- SAORI[3]
- 外村海
- 小島直美
- 川口貴弘（アオイコーポレーションに移籍）